# 十八銀行
株式会社十八銀行（じゅうはちぎんこう、英: The Eighteenth Bank, Limited）は、長崎県長崎市銅座町に本店を置いていたかつて存在した地方銀行。
2019年に金融持株会社・ふくおかフィナンシャルグループの完全子会社となった後、2020年に親和銀行と統合し、十八親和銀行となった（親和銀行が存続行のため、十八銀行は解散）。

## 概要
長崎県（親和銀行と共同）・長崎市の指定金融機関であった。ネット支店であるデジタル出島支店を展開するほか、入金照合サービスで使用する被振込専用支店は長崎ゆかりの人物であるフィリップ・フランツ・フォン・シーボルトの名を冠して「シーボルト支店」としている。
数字の銀行名（旧国立銀行）で、唯一数字の部分の英称が英語読み（JuhachiではなくEighteenth）の銀行であった。
コーポレートスローガンは「大切にしたい 心と心」。

## FFG傘下入りと親和銀行との経営統合について
かつては北の親和、南の十八とすみ分けがはっきりしていた長崎県の金融界だが、親和銀行がふくおかフィナンシャルグループ（FFG）が傘下になり、競合が激化した。このため十八銀行は、システムの合理化により店舗間の情報共有を進めたほか、法人営業の人員を増やすなど体制の再構築に取り組んだ。さらに2014年には、個人向けリテール融資の拡大を図るため「ローンプラザ」の人員を増やし、渉外行員にはタブレットを携帯させた上で、融資審査を迅速化する体制を構築した。
2016年、親和銀行を傘下に置くFFGと、経営統合を目指して協議していくことで基本合意。2017年4月をめどにFFGが十八銀行を株式交換方式で完全子会社化し経営統合。さらに2018年4月をめどに、ライバル関係にあった親和銀行との合併を計画していた。だが、公正取引委員会による私的独占の禁止及び公正取引の確保に関する法律（独占禁止法）に関する審査が難航し、2017年1月には経営統合を、同年10月に親和銀行との合併を2018年10月に延期すると発表していた。

### 再延期を発表
2017年7月25日、FFGの柴戸隆成社長（福岡銀行頭取）、十八銀行の森拓二郎頭取、親和銀行の吉澤俊介頭取は福岡市で記者会見を開き、10月に予定していた経営統合の時期を未定として再延期すると正式発表した。統合によって、長崎県内の貸し出しシェアが7割に達し健全な競争環境が阻害されるとみる公取委の企業結合審査が長期化していることを受けての措置。森頭取は、記者から統合断念の可能性を問われ、「再延期を発表し頑張ると表明した現段階で、白紙撤回は考えていない。万策尽きて、という感覚がまだない。（公取委と）議論ができるうちは、頑張っていきたい。何とか統合を成し遂げたいとの気持ちだ。」と述べている。　

### 経営統合
2018年8月24日、公取委より条件付きで排除措置命令を行わない旨の通知があったが、これは長崎県内3経済圏（離島以外）における中小企業向け貸出について競争を実質的に制限することとなる懸念に対し、FFGと十八銀行が申し出た問題解消措置（1千億円弱相当の貸出債権譲渡）を講じることを前提としている。FFGは2019年4月の経営統合を発表。十八銀行は2019年3月27日に上場廃止となり、同年4月1日付でFFGの完全子会社となった。なお、十八銀行は長崎県内に本社を置く唯一の上場企業であったため、この上場廃止により県内に本社を置く上場企業はゼロとなり、長崎県は上場企業がない唯一の都道府県となった。
2020年10月1日に、十八銀行は親和銀行へ吸収合併され解散し、存続行となる親和銀行は十八親和銀行へ商号変更した。

## 沿革
前史
- 1870年（明治3年）1月 - 産物会所の貸付金整理業の協力社が設立される。
- 1872年（明治5年）
  - 1月2日 - 永見伝三郎と松田源五郎により合資会社「永見松田商社」を開業。
  - 11月9日 - 「立誠会社」と改称。
- 1874年（明治7年）10月8日 - 松田源五郎、上海・香港へ渡り、第一国立銀行員として銀貨流通状況を視察。
- 1875年（明治8年）9月15日 - 立誠会社を株式組織とする。

正史
- 1877年（明治10年）
  - 5月16日 - 国立銀行願書を提出。
  - 9月2日 - 国立銀行条例に基づき、「第十八国立銀行」として設立。
    - 資本金は16万円。初代頭取には永見伝三郎、支配人には松田源五郎が就任。役職員は頭取以下21名。
    - 松田源五郎の提案により、立誠会社を解散して国立銀行を東濱町326番地に営業所で開業の運びとなった。

  - 12月20日 - 開業。
- 1878年（明治11年）
  - 1月4日 - 開業式を挙行。
  - 6月1日 - 長崎県庁に詰所を設置。
  - 7月1日 - 資本金を25万円に増資。
- 1879年（明治12年）
  - 9月 - 島原、大村、厳原、福江に国税徴収のために出張所を設置。
  - 10月1日 - 松田源五郎ら有志実業家が発起人となり、長崎商法会議所を築町の松田商行（現・十八銀行本店の所在地）に設立。
- 1885年（明治18年）
  - 7月 - 政府紙幣5万円の下付を受け、洋銀買い付けを開始。
  - 9月 - 洋銀鑑定人を採用。
- 1886年（明治19年）
  - 3月1日 - 貯蓄預金業務の取り扱いを開始。
  - 8月27日 - 佐世保出張所を設置。
- 1889年（明治22年）
  - 5月8日 - 東濱町（東浜町）の大火で本店が類焼。
  - 10月12日 - 築町の俵物役所跡地に本店の新社屋（煉瓦造2階建て）が完成。
  - 12月1日 - 本店を東浜町から移転。

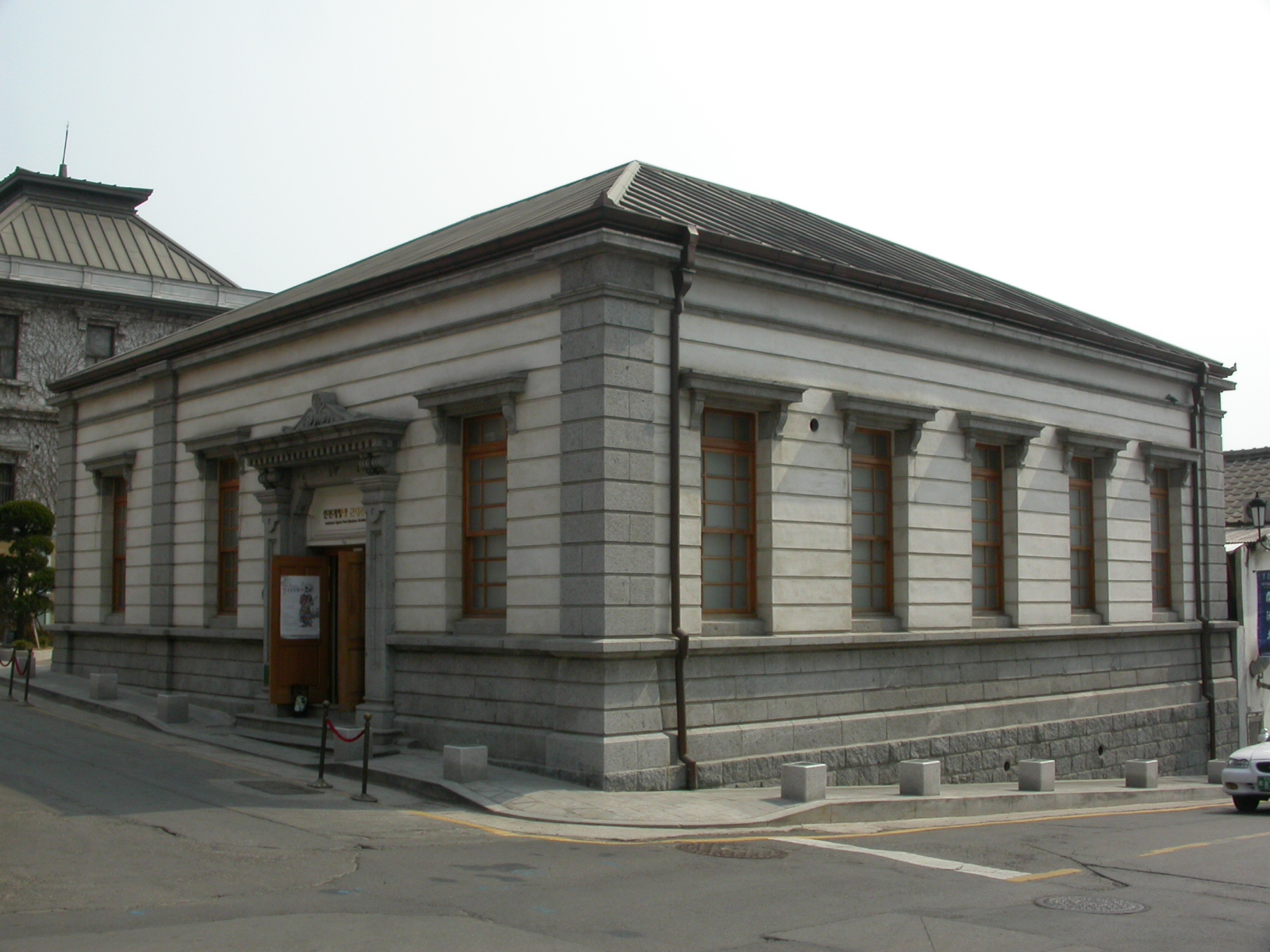
朝鮮の仁川支店（現・仁川開港場近代建築博物館）

- 1890年（明治23年）10月 - 第一号支店を朝鮮国（現・大韓民国）仁川広域市に開設。
- 1897年（明治30年）7月1日 - 普通銀行に転換、「株式会社十八銀行」に改称し、営業を継続。（資本金100万円）
- 1907年（明治40年）
  - 1月 - 株式の大暴落に端を発し、市場は混乱、金融界もその大打撃を受け、各所で取り付け騒ぎが起こる。
  - 6月 - 熊本支店で取り付けにあう。
  - この年 - 清国から銀行事務研修生が続々と長崎を訪れ、十八銀行で研修が行われる。
- 1908年（明治41年）2月 - 厳原支店が取り付けにあう。
- 1917年（大正6年）11月30日 - 資本金300万円を600万円とする。第一次世界大戦の結果、経済界は空前の活況を呈し、銀行の新設や増資の計画が相次いだ。
- 1919年（大正8年）11月1日 - 口之津銀行を合併。資本金を650万円とする。
- 1927年（昭和2年）
  - 4月21日 - 金融恐慌が全国に波及し、長崎でも午後になって取り付けが起こる。
  - 4月22日 - 長崎同盟銀行が十八銀行本店で臨時総会を開き、中央・地方の各組合銀行と歩調を合わせ、2日間休業を決定。
  - 6月1日 - 長崎銀行（現・株式会社長崎銀行とは無関係）を合併。
- 1928年（昭和3年）4月1日 - 長崎市金庫取扱銀行に指定される。
- 1929年（昭和4年）10月15日 - 有家銀行を合併。
- 1931年（昭和6年）4月10日 - 満55歳定年制を導入。
- 1936年（昭和11年）2月29日 - 政府の朝鮮における金融統制により、在鮮全9支店を朝鮮殖産銀行に譲渡。
- 1942年（昭和17年） - 諫早銀行を合併。
- 1944年（昭和19年）3月15日 - 長崎貯蓄銀行を合併。
- 1945年（昭和20年）
  - 3月10日 - 東京大空襲により、東京支店が被害を受ける。
  - 6月29日 - 佐世保大空襲により、佐世保支店が被害を受ける。
  - 8月9日 - 長崎市に原子爆弾が投下され、松山町支店・浦上支店・北支店が被害を受ける。
- 1951年（昭和26年）2月10日 - 資本金を1億円とする。
- 1954年（昭和29年）1月11日 - 資本金を倍額増資して2億円とする。
- 1955年（昭和30年）6月4日 - 本店横に扇橋が完成。
- 1961年（昭和36年）3月 - 長崎菱和自動車と連携し、乗用車の月賦金融を開始。
- 1962年（昭和37年）
  - 4月23日 - 東京支店を再開。
  - 9月 - 全国の銀行の中では初めて出勤簿制度を廃止。
- 1963年（昭和38年）7月1日 - 資本金を6億円とする。
- 1967年（昭和42年）4月30日 - 新本店建設のため、旧館感謝祭を実施。
- 1969年（昭和44年）
  - 1月 - クレジットカードの取り扱いを開始。
  - 4月1日 - 資本金を12億円とする。
  - 7月9日 - 新本店社屋（現社屋）が完成。鉄筋コンクリート造地下1階・地上10階・塔屋2階建て[注 2]。総工費13億円。
  - 7月14日 - 新本店が開店。
  - 9月1日 - 思案橋支店など長崎市内4支店の営業時間を1時間延長し、午後4時までとする。
  - 10月23日 - 財団法人十八銀行社会開発振興基金を設立。
  - 11月20日 - 史料展示室を開設。
- 1971年（昭和46年）8月27日 - ポルトガル長崎領事館[注 3]が本店内に移転し、清島頭取が駐長崎ポルトガル国名誉領事に任命される。
- 1972年（昭和47年）
  - 3月10日 - 外国部を設置。
  - 4月18日 - 総合オンラインシステムが九州で初めて完成。本店電算センターで開通式を挙行。
  - 9月 - 従業員特株会が発足。
  - 11月30日 - 預金2,000億円の大台を突破する。
- 1973年（昭和48年）
  - 10月1日 - 資本金を24億円とし、東京・大阪・福岡証券取引所に上場。
- 1976年（昭和51年）4月26日 - 九州の地方銀行では初めて、本店の1階に自動預金機が設置される[13]。
- 1978年（昭和53年） - 西日本初の本格的な無人コーナーを滑石支店に設置。
- 1979年（昭和54年）10月1日 - 資本金を51億円とする。
- 1991年（平成3年）1月1日 - テレビコマーシャル解禁で、石田ゆり子を採用したものを放送開始。
- 1993年（平成5年）4月 - 十八銀行女子陸上部が創設される。
- 2001年（平成13年）1月1日 - ATM365日稼働を開始。
- 2002年（平成14年）
  - 4月1日 - モバイルバンキングを開始。
  - 7月 - ATMで宝くじの販売を開始。
  - 10月2日 - 郵便局とATMでの提携を開始。
- 2003年（平成15年）7月25日 - バーチャル営業所、シーボルト支店を開設。
- 2009年（平成21年）
  - 1月 - 勘定系システムを更新。
  - 2月23日 - 九州地銀10行によるATM利用手数料相互無料提携の開始。
- 2010年（平成22年）10月1日 - 大阪証券取引所上場廃止。
- 2016年（平成28年）2月25日 - ふくおかフィナンシャルグループと2017年4月を目途に経営統合する方針を表明。
- 2018年（平成30年）8月24日 - 公正取引委員会、ふくおかフィナンシャルグループと十八銀行の経営統合を承認。
- 2019年（平成31年/令和元年）
  - 3月27日 - 東京証券取引所・福岡証券取引所上場廃止[14]。
  - 4月1日 - 株式交換に伴ってふくおかフィナンシャルグループと経営統合し、同社の子会社となる。
  - 7月1日 - ふくおかフィナンシャルグループ傘下の証券会社であるFFG証券と業務提携し、長崎市の本店営業部・北支店・住吉支店・思案橋支店、佐世保市の佐世保支店、島原市の島原支店の6店舗を手始めに証券会社紹介サービスを開始[15]。
  - 7月16日 - 当行の「ローンプラザ」と親和銀行の「ローンセンター」を当行と親和銀行の共同営業拠点である「ローンセンター」へ統一。当行「ローンプラザ長崎」は親和銀行 長崎営業部内の「長崎ローンセンター」へ、当行「ローンプラザ佐世保」はFFG佐世保ビル内の「佐世保ローンセンター」へそれぞれ移転統合、当行「ローンプラザ大村」は親和銀行 大村支店内の「県央ローンセンター」へ移転統合され「大村ローンセンター」へ改称、当行「ローンプラザ諫早」は親和銀行の諫早支店へ移転され「諫早ローンセンター」を新規開設した[16]。
- 2020年（令和2年）
  - 5月19日 - 親和銀行との合併契約が締結され、合併後の商号を株式会社十八親和銀行とすることを正式に発表[17]。
  - 10月1日 - 親和銀行へ吸収合併され解散し、存続行となる親和銀行は十八親和銀行へ商号変更[17]。

## 歴代頭取
| 代 | 氏名       | 期間                                                                      | 備考                                               |
| -- | ---------- | ------------------------------------------------------------------------- | -------------------------------------------------- |
| 1  | 永見傳三郎 | 1877年 （明治10年）9月21日 - 1885年（明治18年）1月8日まで （7年4か月間）  |                                                    |
| 2  | 松田源五郎 | 1885年（明治18年）1月8日 - 1901年（明治34年）4月1日まで （16年3か月間）   |                                                    |
| 3  | 松田庄三郎 | 1901年（明治34年）4月1日 - 1916年（大正5年）1月19日まで （14年9か月間）   |                                                    |
| 4  | 永見寛二   | 1916年（大正5年）1月19日 - 1922年（大正11年）4月16日まで （6年3か月間）   |                                                    |
| 5  | 松田精一   | 1922年（大正11年）4月16日 - 1939年（昭和14年）7月28日まで （17年3か月間） |                                                    |
| 6  | 松田一三   | 1939年（昭和14年）7月28日 - 1956年（昭和31年）3月7日まで （16年8か月間）  |                                                    |
| 7  | 清島省三   | 1956年（昭和31年）3月7日 - 1983年（昭和58年）10月1日まで （27年7か月間）  | 大蔵省出身。元・北九州財務局長。経済企画庁審議官。 |
| 8  | 堀太郎     | 1983年（昭和58年）10月1日 - 1990年（平成2年）2月1日まで （6年8か月間）    |                                                    |
| 9  | 野﨑元治   | 1990年（平成2年）2月1日 - 2000年（平成12年）6月28日まで （10年4か月間）   |                                                    |
| 10 | 藤原和人   | 2000年（平成12年）6月2日 - 2007年（平成19年）6月22日まで （7年間）        |                                                    |
| 11 | 宮脇雅俊   | 2007年（平成19年）6月22日 - 2014年（平成26年）6月23日まで（7年間）        |                                                    |
| 12 | 森拓二郎   | 2014年（平成26年）6月23日 -                                               | (現職)                                             |

## イメージキャラクター
通帳、カードなどに以下のキャラクターを使用
- あらいぐまラスカル
- デジットくん。 - 同社のインターネット上の支店「デジタル出島支店」のイメージキャラクター

## 店舗網

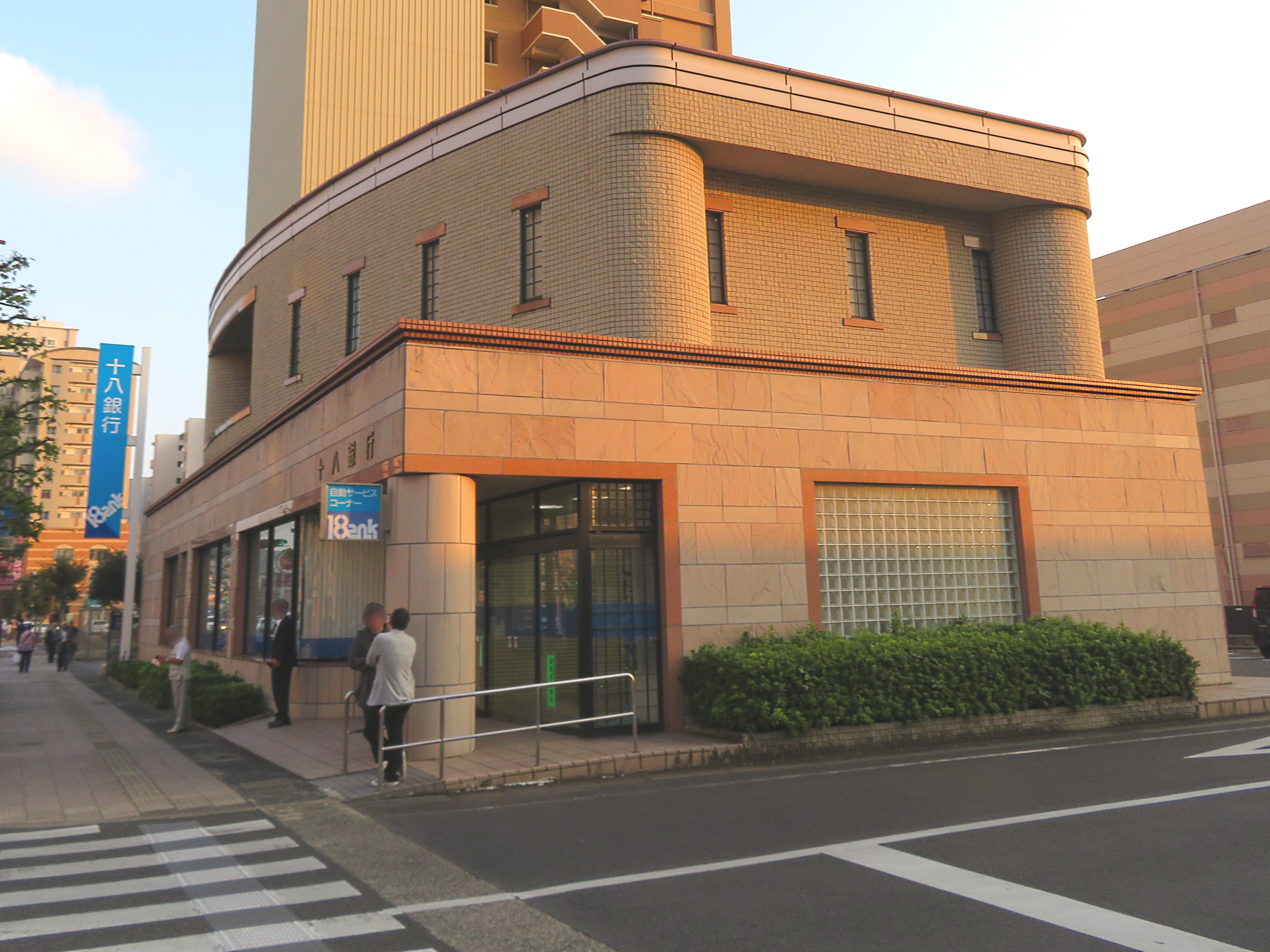
佐世保駅前支店（2019年10月）
※十八親和銀行の発足後も存続されたが、近隣の佐世保支店へ移転。その後、同行の佐世保ライフプランセンターとなり現在に至る

総数 - 99店舗（本店1・支店89・出張所9）※インターネット専用のデジタル出島支店（1）、シーボルト支店（1）を除く。
銀行名にちなみ、電話番号に「18」が入っている店舗が多い。
長崎県内
88店舗（本店1・支店78・出張所9）※インターネット専用のデジタル出島支店（1）、シーボルト支店（1）を除く。
北松浦郡小値賀町を除く自治体すべてに店舗を有する。
- 県南 - 長崎市（本店1・支店31・出張所 1）、西彼杵郡時津町（支店1）、西彼杵郡長与町（支店1）、西海市（支店1）
- 島原半島 - 島原市（支店3）、雲仙市（支店4・出張所1）、南島原市（支店6・主張所1）
- 県央 - 諫早市（支店8）、大村市（支店3・出張所1）、東彼杵郡東彼杵町（支店1）、東彼杵郡川棚町（支店1）、東彼杵郡波佐見町（支店1）
- 県北 - 佐世保市（支店8・出張所2）、平戸市（支店1）、松浦市（支店1）、北松浦郡佐々町（支店1）
- 離島 - 五島市（支店1・出張所1）、南松浦郡新上五島町（支店1）、壱岐市（支店1・出張所1）、対馬市（支店3・出張所1）

長崎県外
11店舗（支店11）
- 福岡県（支店7） - 福岡市（支店5）、久留米市（支店1）、北九州市（支店2）

※大野城市にも支店（大野城支店）を置いていたが、福岡市の東福岡支店内に移転し、店舗内店舗方式で営業を存続（支店として存続）。
※山口県下関市にも支店（下関支店）を置いていたが、北九州市の北九州支店内に移転し、店舗内店舗方式で営業を存続（支店として存続）。
- 熊本県（支店1） - 熊本市（支店1）
- 大阪府（支店1） - 大阪市（支店1）
- 東京都（支店1） - 中央区（支店1）

かつて存在した支店・出張所
- ウラジオストク松田銀行部 - 1916年（大正5年）3月2日に廃止の上、朝鮮銀行へ譲渡。
- 仁川支店 - 1936年（昭和11年）2月29日に廃止の上、朝鮮殖産銀行へ譲渡。
- 釜山支店 - 同上。
- 元山支店 - 同上。
- 京城支店 - 同上。
- 木浦支店 - 同上。
- 羅州主張所 - 同上。
- 群山支店 - 同上。
- 新龍山支店 - 同上。
- 広島支店 - 1986年（昭和61年）9月16日廃止の上、広島銀行へ譲渡。
- 香港支店 - 1999年（平成11年）9月21日廃止。
- 大分支店 - 2000年（平成12年）7月10日廃止。
- 佐賀支店 - 2000年（平成12年）11月10日廃止。
- 鹿児島支店 - 2001年（平成13年）3月2日廃止。

店舗の統廃合
（　）は統合先の支店
1986年（昭和61年）
- 9月19日 - 八幡支店（北九州支店）

1998年（平成10年）
- 11月21日 - 西城山出張所

1999年（平成11年）
- 10月15日 - 赤坂支店（福岡支店）、原支店（西福岡支店）

2001年（平成13年）
- 3月9日 - 大橋駅前支店（福岡支店）

2002年（平成14年）
- 6月7日 - 式見支店（城山支店）、千歳出張所（住吉支店）、江川出張所（深堀支店）、卸センター支店（本店営業部）
- 10月4日 - 宝町支店（北支店）、広馬場支店（本店）、白木支店（思案橋支店）、雲仙支店（小浜支店）

2003年（平成15年）
- 1月17日 - 中央市場支店

2005年（平成17年）
- 6月24日 - 峰支店（豊玉支店）、佐須奈支店（比田勝支店）、夢彩都出張所（本店）、古賀支店（東長崎支店）、福田出張所（稲佐支店）、小川町出張所（諫早支店）、石田出張所（壱岐支店）

2006年（平成18年）
- 1月27日 - 西彼支店（琴海支店）、小長井支店（高来支店）、森山支店（愛野支店）

2010年（平成22年）
- 6月21日 - 京坪支店（佐世保支店）、伊王島代理店（本店）

2020年（令和2年）
- 1月14日 - 博多支店（福岡支店内に移転）- 福岡支店内にて店舗内店舗方式で営業を継続（支店として存続）。
- 1月20日 - 大野城支店（東福岡支店内に移転）- 東福岡支店内にて店舗内店舗方式で営業を継続（支店として存続）。
- 1月27日 - 下関支店（北九州支店内に移転）- 北九州支店内にて店舗内店舗方式で営業を継続（支店として存続）。

## ATM提携
「九州ATMネットワーク」による九州内の銀行との間でATMの相互開放協定を結んでおり、これらの銀行のATMでカードにより預金を引き出す場合、他行利用手数料は徴収されない。

## 情報処理システム
2000年5月24日、多様化する顧客ニーズや年々進化するITに対して多額の投資が必要とされていた中、経営体質の強化を図るためコスト削減に注力していた十八銀、佐賀銀行、筑邦銀行の3行間で「システムおよび集中事務の共同化」について基本合意し、同年12月1日には最終合意に達した。合意内容は基幹システム（勘定系システム）の共同化、集中事務の共同化、事務フローの共同化、金融サービス業務の共同化であり、これらによってシステムおよび集中事務部門における大幅なコスト削減を実現し、今後の新業務拡大に必要とされるIT等の戦略的分野へのシステム投資を積極的に進め、営業と事務の革新を進めるとの方針を盛り込んだ。
合意に基づき3行は、共同基幹システムの運用と開発先として富士通を選定し、2004年から順次稼働させるとの計画を立てた。しかし開発の遅延によって同社から3行に対し稼働延期の申し入れがあり、2年半程度の延期を決定した。だが2003年5月、延期によって当時稼働していた各行システムへの追加投資が発生し、共同基幹システムへの移行によるコスト削減効果が減ずると判断したことや、導入予定であった富士通製システムが陳腐化する恐れを考慮し、3行は富士通との契約を解消。新たな委託先と稼働時期の再検討に入った。
2005年5月、3行は経営企画や営業部門などによる連携組織である3行業務研究会を立ち上げ、同時に基幹システムの共通化では日本ユニシス（現・BIPROGY）製オープン勘定系パッケージである「BankVision」の採用を決定した。これによって2009年1月4日、十八銀は先陣を切りBankVisionへ移行した。

## 格付け
株式会社日本経済研究所による十八銀行の格付けは、「A / 安定的」となっている。格付け対象は、長期優先債務または長期優先債務に準ずるもの。

## 関係会社

### 連結子会社
- 十八総合リース株式会社
- 長崎保証サービス株式会社
- 十八ビジネスサービス株式会社
- 株式会社十八カード
- 十八ソフトウェア株式会社
- 株式会社長崎経済研究所

## テレビ番組
- 日経スペシャル ガイアの夜明け 湯けむりサバイバル 〜旅館再生に挑む請負人たち〜（2005年9月6日、テレビ東京）[27]。- 地元旅館の再生を取材。